# Eurycea quadridigitata
Espèce
Synonymes
- Salamandra quadridigitata Holbrook, 1842
- Manculus remifer Cope, 1871
- Manculus quadridigitatus paludicolus Mittleman, 1947
- Manculus quadridigitatus uvidus Mittleman, 1947

Statut de conservation UICN

 LC  : Préoccupation mineure
Eurycea quadridigitata est une espèce d'urodèles de la famille des Plethodontidae.

## Répartition
Cette espèce est endémique du Sud-Est des États-Unis. Elle se rencontre du Sud-Est de la Caroline du Nord à l'Est du Texas.

## Publication originale
- Holbrook,  1842 : North American Herpetology; or Description of the Reptiles Inhabiting the United States, Second Edition, vol. 5 (texte intégral)